# کایدو کاما
کایدو کاما (استونیایی: Kaido Kama؛ زادهٔ ۱۸ دسامبر ۱۹۵۷) سیاست‌مدار اهل استونی است.
وی از سال ۱۹۹۴ تا ۱۹۹۵ وزیر کشور استونی و از سال ۱۹۹۲ تا ۱۹۹۴ وزیر دادگستری استونی بوده است.